# 명예훼손죄
| |
| 형법 刑法 |
| 형법학 · 범죄 · 형벌 죄형법정주의 |
| 범죄론 |
| 구성요건 · 실행행위 · 부작위범 간접정범 · 미수범 · 기수범 · 중지범 불능범 · 상당인과관계 고의 · 고의범 · 착오 과실 · 과실범 공범 · 정범 · 공동정범 공모공동정범 · 교사범 · 방조범 |
| 항변 |
| 위법성조각사유 · 위법성 · 책임 · 책임주의 책임능력 · 심신상실 · 심신미약 · 정당행위 · 정당방위 · 긴급피난 · 오상방위 · 과잉방위 · 강요된 행위                                     |
| 죄수 |
| 상상적 경합 · 연속범 · 병합죄 |
| 형벌론 |
| 사형 · 징역 · 금고 벌금 · 구류 · 과료 · 몰수 법정형 · 처단형 · 선고형 자수 · 작량감경 · 집행유예                                                                                  |
| 대인범죄 |
| 보통살인죄 · 존속살해죄 · 자살교사·방조죄 |
| 촉탁승낙살인죄 · 영아살해죄 · 낙태죄 |
| 상관살해죄 |
| 폭행죄 · 상해치사죄 · 절도죄 |
| 성범죄 · 성매매알선 · 강간죄 |
| 유괴 · 과실치사상죄 · |
| 대물범죄 |
| 손괴죄 · 방화죄 |
| 절도죄 · 강도죄 · 사기죄 |
| 사법절차 방해죄 |
| 공무집행방해죄 · 뇌물죄 |
| 위증죄 · 배임죄 |
| 미완의 범죄 |
| 시도 · 모의 · 공모 |
| 형법적 항변 |
| 자동증, 음주 & 착오 |
| 정신 이상 · 한정책임능력 |
| 강박 · 필요 |
| 도발 · 정당방위 |
| 다른 7법 영역 |
| 헌법 · 민법 · 형법 |
| 민사소송법 · 형사소송법 · 행정법 |
| 포털: 법 · 법철학 · 형사정책 |
| v • d • e • h |

명예훼손죄(名譽毁損罪, 독일어: Ehrverletzung, 영어: libel and slander)는 다른 사람의 명예를 손상시키는 사실 또는 허위 사실을 공공연히 지적함으로써 성립하는 범죄를 말한다.

## 대한민국의 명예훼손죄
형법 제307조 (명예훼손)
①.공연히 사실을 적시하여 사람의 명예를 훼손한 자는 2년 이하의 징역이나 금고 또는 500만원 이하의 벌금에 처한다.
②.공연히 허위의 사실을 적시하여 사람의 명예를 훼손한 자는 5년 이하의 징역, 10년 이하의 자격정지 또는 1천만원 이하의 벌금에 처한다.

### 의의
명예훼손죄는 공연히 사실을 적시하여서 또는 허위의 사실을 적시하여 타인의 명예를 훼손함으로써 성립하는 범죄이다.
이 죄는 추상적 위험범, 거동범, 즉시범, 전형적인 표시범죄이다.
형법 제 307조(명예훼손)와 정보통신망이용촉진및정보보호등에관한법률 제70조에 의해 처벌된다.

### 객관적 구성요건요소

#### 행위주체
통상 명예훼손은 자연인의 인격의 외부적 표현으로서 의미를 갖기 때문에 자연인인 개인이 행위주체가 될 수 있음은 물론이다. 문제는 법인이 행위주체가 될 수 있는가이다. 명예훼손은 어떤 조직체의 활동으로 보기는 곤란한 점이 있으므로 법인은 이 죄의 주체가 될 수 없다고 하는 견해가 있다.

#### 집합명칭에 의한 명예훼손
을과 사이가 나쁜 갑은, 마을 방송에서 "어떤 분자가 종중재산을 횡령했다"고 말했는데, 마을 사람들은 을을 가리키는 것을 알 수 있었다. 대법원은, 명예훼손죄가 성립되려면 피해자가 특정되어야 하지만, 주위 사정과 종합해 특정인인지를 알 수 있는 경우에도 명예훼손죄가 구성된다고 판시했다.
명예훼손죄는 어떤 특정한 사람 또는 인격을 보유하는 단체에 대하여 그 명예를 훼손함으로써 성립하는 것이므로 그 피해자는 특정한 것임을 요하고, 다만 서울시민 또는 경기도민이라 함과 같은 막연한 표시에 의해서는 명예훼손죄를 구성하지 아니한다 할 것이지만, 집합적 명사를 쓴 경우에도 그것에 의하여 그 범위에 속하는 특정인을 가리키는 것이 명백하면, 이를 각자의 명예를 훼손하는 행위라고 볼 수 있다.
2011년 강용석 의원의 "아나운서" 관련 집합명칭에 의한 모욕사건이 매우 유명하다.

#### 사실의 적시
명예훼손죄는 모욕죄와는 달리 사실의 적시,허위 사실의 적시가 있어야만 성립한다. 반의사불벌죄인 명예훼손죄가 성립하면, 친고죄인 모욕죄와는 달리 피해자측의 고소가 없어도 검사가 기소를 할 수 있다.
명예훼손죄에서 적시의 대상이 되는 사실이란 현실적으로 발생하고 증명할 수 있는 과거 또는 현재의 사실을 말하며 장래의 일을 적시하더라도 그것이 과거 또는 현재의 사실을 기초로 하거나 이에 대한 주장을 포함하는 경우에는 명예훼손죄가 성립한다는 판례가 있다. 장래의 일을 적시하는 것이 과거 또는 현재의 사실을 기초로 하거나 이에 대한 주장을 포함하는지 여부는 그 적시된 표현 자체는 물론 전체적인 취지나 내용, 적시에 이르게 된 경위 및 전후 상황, 기타 제반 사정을 종합적으로 참작하여 판단하여야 한다.
한편, 사실적시에 의한 명예훼손이 위헌이라는 주장이 존재한다. 유엔 자유권 규약 위원회는 명예훼손에 관하여 ‘사실의 항변(defence of truth)’을 인정할 것을 권장하고 있다. 선진국의 입법례를 보면 사실의 완전항변을 인정하는 국가는 15.5개국이고, 대한민국과 같이 공공의 이익이 인정될 경우에만 항변을 인정하는 국가는 11.5개국으로 조사되었다.

###### 사례
- 예를 들어 피고인이 경찰관을 상대로 진정한 사건이 혐의인정되지 않아 내사종결 처리되었음에도 불구하고 공연히 "사건을 조사한 경찰관이 내일부로 검찰청에서 구속영장이 떨어진다."고 말한 것은 현재의 사실을 기초로 하거나 이에 대한 주장을 포함하여 장래의 일을 적시한 것으로 볼 수 있어 명예훼손죄에 있어서의 사실의 적시에 해당한다.[5]

- 재개발추진위원회의 전 총무인 피해자는 위원장인  B를 선거법위반으로 고발한 사실이 없음에도  피고인이 “피해자가  위원장  B를 선거법위반으로  고발하였다.”라는 말을 하고 다녀 우연히 마주친 자리에서 자신은  B를 고발한 사실이 없으니 그러지 말라는 취지로  피고인에게  경고하였다.  그럼에도  피고인은  피해자에  관해  위와  같은 허위 사실을 계속 적시하고 다녔다. B가 선거법을 위반한 사실이 있는지 여부가 명확하지 않지만 누구든지 범죄가 있다고 생각하는 때에는 고발할 수 있는 것이므로 피고인이 단지 피해자가  B를 선거법  위반으로  고발하였다는 말만  하고  그  고발의  동기나  경위에 관하여는 언급을  하지  아니하였다면  그와  같이  말한  것만으로는 피해자의  사회적 가치나 평가를 침해하기에 충분한 구체적인 사실이 적시되었다고 볼 수 없다.[8]

- ‘(주)진로가 일본 아사히 맥주에  지분이  50% 넘어가 일본 기업이 됐다.’라는 부분은 가치중립적인 표현으로서, 우리나라와 일본의 특수한 역사적 배경과 소주라는 상품의 특수성 때문에  ‘참이슬’ 소주를 생산하는 피해자 회사의 대주주 내지 지배주주가 일본 회사라고 적시하는 경우 일부 소비자들이 ‘참이슬’ 소주의 구매에 소극적이 될 여지가 있다 하더라도 이를 사회통념상 피해자 회사의 사회적 가치 내지 평가가 침해될 가능성이 있는 명예훼손적 표현이라고 볼 수 없다.[9]

- 유인물의  내용  중에서  “공소외인(대한예수교침례회)는 구원파  계열의  이단이다.”,  “공소외인은 체계적으로 신학을 공부한 적이 없다.”라는 기재부분은 그 의견의 기초가 되는 사실을 함께 기술하면서 의견을 표명한 것으로서 피고인들의 주관적인 종교적·교리적 분석에 기초한 순수한 의견 또는 논평에 해당하는 것이고,  “ 공소외인이  기성교회를 공격하고  폄하하며  자기들을  드러내기만을  고집하려고  시도하였다.” 또는 “공소외인의 시도를 막아 우리 고장 대전이 이단들이 발호하는 도시라는 불명예를 씻어내고 우리 고장 대전과 우리 가정 및 자녀를 지켜내자.”라는 등의 기재부분이나  “성경  위에  활동하는 마귀나  벌레  등을  젓가락으로  집어내는 형상”을 희화한  그림부분  역시  전체적인  맥락에서  피고인들의  의견을  표명하고  있는 것일뿐  이를 사실의  적시에  해당한다고  보기  어려우며,  “구원파는 ‘성경세미나’라는 모임을  통하여  대전시민에게  다가간다.”라는 기재부분  등은  공소외인의  사회적  가치내지 평가를 침해할 수 있는 명예훼손적 표현에 해당하지 않는다.[10]

- 피해자가  동성애자가  아님에도  불구하고  피고인은  인터넷사이트  싸이월드에  7회에 걸쳐 피해자가 동성애자라는 내용의 글을 게재한 것은 현재 우리 사회에서 자신이 스스로 동성애자라고 공개적으로 밝히는 경우 사회적으로 상당한 주목을 받는 점, 피고인이 피해자를 괴롭히기 위하여 이 사건 글을 게재한 점 등 그 정에 비추어 볼 때, 피고인이 위와 같은 글을 게시한 행위는 피해자의 명예를 훼손한 행위에 해당한다.[11]

- 반드시 숨겨진 사실을 적발하는 행위만이 아니라, 이미 사회의 일부에 잘 알려진 사실이라고 하더라도 이를 적시하여 사람의 사회적 평가를 저하시킬 만한 행위를 한 때에도 명예훼손죄가 성립된다.[12]

- “늙은 화냥년의 간나, 너가 화냥질을 했잖아.”라고 한 피고인의 발언내용은 그 자체가 피해자의 사회적 평가를 저하시킬 만한 구체적 사실의 적시라기보다는 피고인이 피해자의 도덕성에 관하여 경멸적인 감정표현을 과장되게 강조한 욕설에 불과한 것으로서 이를 막바로 명예훼손죄로 의율할 수는 없다.[13]

#### 공연성
일본 형법을 따라서 대한민국 형법도 명예훼손죄의 성립에 공연성(公然性)을 요구하고 있다. 기본적으로 둘이서 이야기하면서 일어난 명예훼손은 형법상 명예훼손죄가 되지 않으며, 여러 사람 앞에서 공연히 명예훼손을 하여야 한다. 판례를 살펴보면, 甲은 乙녀의 시어머니 丁과 동네사람 丙이 있는데서, “乙녀가 시커멓게 생긴 놈하고 매일 같이 붙어 다닌다”고 말한 것에 있어서 전파가능성이 인정되었다. 이 사건에서 동네사람 병에게 말한 것이 전파가능성이 있다고 보았다. 또, 직장의  전산망에  설치된  전자게시판에  타인의  명예를 훼손하는 내용의  글을 게시한 행위도 명예훼손죄를 구성한다. 명예훼손의  발언(피해자들이  전과가  많다는 내용)을  들은  사람들이  피해자들과는 일면식이 없다거나 이미 피해자들의 전과사실을 알고 있었다고 하더라도 공연성 즉 발언이 전파될 가능성이 있다.
나아가, 판례는 전파성 이론에 의해 한 사람에 대하여 명예훼손의 사실을 유포하더라도 범죄가 성립할 수 있다고 판시하고 있다.
판례에 따르면, 피고인은  블로그에 소설을 연재하면서 “이 소설은 논픽션을 픽션으로 재구성한 것으로,  99.5%가 실화이다.”라고 밝히면서,  “위 소설에 등장하는 인물들의 실명을 알고 싶은  사람은  비밀글,  쪽지,  메일을  보내기  바란다.  원한다면  사진도  송부할  수  있다”라고 썼었다. 이러한 상황에서 피고인은 피고인의 개인 블로그의 비공개 대화방에서 제3자와 일대일로 대화하면서 제3자로부터 비밀을 지키겠다는 말을 듣고 소설에 등장하는 ‘꽃뱀’이 누구인지에 관하여 이야기하였다. 이  사안에서  개인  블로그의  비공개  대화방에서  상대방으로부터  비밀을  지키겠다는 말을  듣고  1:1로  대화하였다고  하더라도,  그  사정만으로  대화  상대방이  대화내용을 불특정 또는 다수에게 전파할 가능성이 없다고 할 수 없으므로, 명예훼손죄의 요건인 공연성을 인정할 여지가 있다.
한편, 특정한 한 사람에 대한 사실의 적시가 비밀이 보장되거나 전파될 가능성이 없는 특수한 경우에는 공연성이 부정되는 결과가 된다.  판례도 명예훼손죄에 있어서 공연성은  불특정  또는 다수인이 인식할 수 있는 상태를 의미하므로 비록 개별적으로 한 사람에 대하여 사실을 유포하더라도 이로부터 불특정 또는 다수인에게 전파될 가능성이 있다면 공연성의 요건을 충족한다 할 것이지만 이와 달리 전파될 가능성이 없다면 특정한 한 사람에 대한 사실의 유포는 공연성을 결한다고 한다.

##### 판례
- 객관적으로 피해자의 사회적 평가를 저하시키는 사실에 관한 보도내용이 소문이나 제3자의 말, 보도를 인용하는 방법으로 단정적인 표현이 아닌 전문 또는 추측한 것을 기사화한 형태로 표현하였지만, 그 표현 전체의 취지로 보아 그 사실이 존재할 수 있다는 것을 암시하는 방식으로 이루어진 경우에는 사실을 적시한 것으로 보아야 한다.[21].

- 개인 블로그의 비공개 대화방에서 상대방으로부터 비밀을 지키겠다는 말을 듣고 일대일 로 대화하였다고 하더라도, 그 사정만으로 대화 상대방이 대화내용을 불특정 또는 다수에게 전파할 가능성이 없다고 할 수 없으므로 공연성을 인정할 여지가 있다.[22]
- 전국교직원노동조합 소속 교사가 작성․배포한 보도자료가 전체적으로 그 기재 내용이 진실하고 공공의 이익을 위한 것이라도 보도자료의 일부에 사실과  다른 기재가 있더라도 명예훼손죄의 위법성이 조각된다[23]
- 甲이 진정서 사본과 고소장 사본을 특정사람들에게만 개별적으로 우송하였더라도, 그 수 가 200명에 이른 경우에는 명예훼손의 공연성이 인정된다.[24]
- 피고인이 자신의 아들 등에게 폭행을 당하여 입원한 피해자의 병실로 찾아가 그의 모  甲과 대화 중 甲의 이웃 乙 및 피고인의 일행 丙 등이 있는 자리에서 “학교에 알아보니 피해자에게 원래 정신병이 있었다고 하더라.”라고 허위사실을 말한 경우, 그 자리에 있던 사람들의 관계 등 여러 사정에 비추어 공연성이 인정되지 않는다.[25]
- 정부 또는 국가기관은 형법상 명예훼손죄의 피해자가 될 수 없으나, 언론보도의 내용이 공직자 개인에 대한 악의적이거나 심히 경솔한 공격으로서 현저히 상당성을 잃은 것으로 평가된다면 공직자 개인에 대한 명예훼손에 해당할 수 있다.[26]
- 목사가 예배중 특정인을 가리켜 “이단 중에 이단이다”라고 설교한 부분이 명예훼손죄에서 말하는 ‘사실의 적시’에 해당하지 않는다[27]
- 피고인이 경찰관을 상대로 진정한 사건이 혐의인정되지 않아 내사종결 처리되었음에도 불구하고 공연히 “사건을 조사한 경찰관이 내일부로 검찰청에서 구속영장이 떨어진다.”고 말한 것은 현재의 사실을 기초로 하거나 이에 대한 주장을 포함하여 장래의 일을 적시한 것으로 볼 수 있어 명예훼손죄에 있어서의 사실의 적시에 해당한다.[28]
- 갑이 마을입구 노상에서 밤에 과부 을녀 혼자만 있었던 상황에서, 유혹하려던 과부 을녀에게 “유부녀 병녀도 서방질을 하는데, 과부가 서방을 두는 것이 무슨 잘못이냐”라고 말한 사안에서 여러 정황상 전파가능성이 없다고 판단했다.[29]

- 갑은 중학교 교사인 을이 근무하는 학교법인 이사장 병에게 “전과범으로서  교사직을  팔아가며  이웃을  해치고  고발을 일삼는 악덕 교사”라는 취지의 진정서를 제출한 사안에서, 위 진정서의 내용과 진정서의 수취인인 학교법인 이사장과 위 교사의 관계 등에 비추어 볼 때 위 이사장이 위 진정서 내용을 타에 전파할 가능성이 있다고 보기  어려우므로  전파가능성이 없다고 판단했다.[30]

- 명예훼손죄의 구성요건인 공연성은 불특정 또는 다수인이 인식할 수 있는 상태를 말하는 것으로서, 비록 개별적으로 한 사람에 대하여 사실을 적시하더라도 그로부터 불특정 또는 다수인에게 전파될 가능성이 있다면 공연성의 요건을 충족하는 것이나, 어느 사람에게 귀엣말 등 그 사람만 들을 수 있는 방법으로 그 사람 본인의 사회적 가치 내지 평가를 떨어뜨릴 만한 사실을 이야기하였다면, 위와 같은 이야기가 불특정 또는 다수인에게 전파될 가능성이 있다고 볼 수 없어 명예훼손의 구성요건인 공연성을 충족하지 못하는 것이며, 그 사람이 들은 말을 스스로 다른 사람들에게 전파하였더라도 위와 같은 결론에는 영향이 없다.[31]

- 피고인이 평소 을이 자신의 일에 간섭하는 것에 기분이  나쁘다는 이유로 갑으로부터  취득한  을의 범죄경력기록을  같은  아파트에  거주하는 병에게  보여주면서  “전과자이고  나쁜  년”이라고  사실을  적시하여  을의  명예를 훼손하였다는 사안은  위  유포  사실이  불특정  또는 다수인에게  전파될  가능성이  없다.[20]

- 통상 기자가 아닌 보통 사람에게 사실을 적시할 경우에는 그 자체로서 적시된 사실이 외부에 공표되는 것이므로 그 때부터 곧 전파가능성을 따져 공연성 여부를 판단하여야 할 것이지만, 그와는 달리 기자를 통해 사실을 적시하는 경우에는 기사화되어 보도되어야만 적시된 사실이 외부에 공표된다고 보아야 할 것이므로 기자가 취재를 한 상태에서 아직 기사화하여 보도하지 아니한 경우에는 전파가능성이 없다고 할 것이어서 공연성이 없다고 봄이 상당하다.[32]

- 명예훼손죄 성립에 필요한 ‘사실의 적시’의 정도는 특정인의 사회적 가치 내지 평가가 침해될 가능성이 있을 정도로 구체성을 띠어야 하고, 반드시 그러한 사실이 직접적으로 명시되어 있지 않더라도, 적어도 내용 중의 특정 문구에 의하여 그러한 사실이 곧바로 유추될 수 있을 정도는 되어야 한다.[33]

- 정보통신망을 이용한 명예훼손의 경우에도 서적·신문 등 기존의 매체에 명예훼손적 내용의 글을 게시하는 경우와 마찬가지로 그 게시행위로써 명예훼손의 범행은 종료된다.[34]

- 인터넷 신문사 소속 기자 A가 인터넷 포털 사이트의 ‘핫이슈’ 난에 제품의 안정성에 관한 논란이 되고 있는 제품을 옹호하는 기사를 게재하자, 그 기사를 읽은 상당수의 독자들이 ‘네티즌 댓글’ 난에 A를 비판하는 댓글을 달고 있는 상황에서 甲이 “이런걸 기레기라고 하죠?” 라는 댓글을 게시한 경우, 이는 모욕적 표현에 해당하나 사회상규에 위배되지 않는 행위로서 ｢형법｣ 제20조에 의하여 위법성이 조각된다.[35]
- 甲이 개인 블로그의 비공개 대화방에서 乙로부터 비밀을 지키겠다는 말을 듣고 일대일 비밀대화로 A에 대한 사실을 적시한 경우, 불특정 또는 다수에게 전파할 가능성이 없다고 할 수 없어 명예훼손죄의 요건인 공연성을 인정할 수 있다.[36]
- 甲이 진정서 사본과 고소장 사본을 특정사람들에게만 개별적으로 우송하였더라도, 그 수가 200명에 이른 경우에는 다수인에게 배포하였고, 또 그 내용이 다른 사람에게 전파될 가능성도 있어 명예훼손의 공연성이 인정된다.[37]
- 불특정 또는 다수인이 인식할 수 있는 상태라고 할 수 없고, 또 그 자리에 있던 사람들의 관계 등 여러 사정에 비추어 피고인의 발언이 불특정 또는 다수인에게 전파될 가능성이 있다고 보기도 어려워 공연성이 없다[38]
- 정부 또는 국가기관은 형법상 명예훼손죄의 피해자가 될 수 없으므로, 정부 또는 국가기관의 정책결정 또는 업무수행과 관련된 사항을 주된 내용으로 하는 언론보도로 인하여 그 정책결정이나 업무수행에 관여한 공직자에 대한 사회적 평가가 다소 저하될 수 있더라도, 그 보도의 내용이 공직자 개인에 대한 악의적이거나 심히 경솔한 공격으로서 현저히 상당성을 잃은 것으로 평가되지 않는 한, 그 보도로 인하여 곧바로 공직자 개인에 대한 명예훼손이 된다고 할 수 없다[39]

이러한 판례의 전파성 이론에 대해서 대한민국의 다수설은 공연성에 관하여 "직접인식가능성설" 즉, "불특정 또는 다수가 직접 인식할 수 있는 상태"에 있어야 한다는 이론을 내놓고 있다.

#### 비방의 목적
형법 제309조 제2항 소정의 ‘사람을 비방할 목적’이란 가해의 의사 내지 목적을 요하는 것으로서, 사람을 비방할 목적이 있는지 여부는 당해 적시 사실의 내용과 성질, 당해 사실의 공표가 이루어진 상대방의 범위, 그 표현의 방법 등 그 표현 자체에 관한 제반 사정을 감안함과 동시에 그 표현에 의하여 훼손되거나 훼손될 수 있는 명예의 침해 정도 등을 비교, 고려하여 결정하여야 하는데(대법원 2003. 12. 26. 선고 2003도6036 판결, 대법원 2006. 8. 25. 선고 2006도648 판결 등 참조), 피고인이 주관적 구성요건 등을 다투는 경우 피고인이 표현행위를 할 당시에 구체적으로 인식하고 있었던 사실관계, 그 지위 및 업무 등과 같은 개별적인 사정을 종합적으로 고려하여 그 범죄의 성립 여부를 판단하여야 한다.

### 언론보도에 의한 명예훼손
재판부는 언론·출판을 통해 사실을 적시함으로써 타인의 명예를 훼손하는 경우에도 그것이 진실한 사실로서 오로지 공공의 이익에 관한 때에는 그 행위에 위법성이 없다고 판단한다. 심지어 진실성이 증명되지 않은 경우에도 행위자가 그것을 진실이라고 믿을 만한 상당한 이유가 있는 경우에는 고의 또는 과실이 있다고 할 수 없어 불법행위가 성립하지 않는다. 더 나아가 헌법재판소에서는 "중요한 내용이 아닌 사소한 부분에 대한 허위보도는 모두 형사제재의 위협으로부터 자유로워야 한다."라는 취지의 판결을 내린 적이 있다.

## 일본의 명예훼손죄
형법 제230조
1. 공연히 사실을 적시하여 사람의 명예를 훼손한 자는 그 사실의 유무에 불구하고 3년 이하의 징역이나 금고 또는 50만엔 이하의 벌금에 처한다.
2. 사자의 명예를 훼손한 자는 허위의 사실을 적시함으로써 행한 것이 아니면 벌하지 아니한다.

## 주관적 구성요건 요소
명예훼손죄의 주관적 구성요건으로서의 범의는 행위자가 피해자의 명예가 훼손되는 결과를 발생케 하는 사실을 인식하므로 족하다 할 것이나 새로 목사로서 부임한 피고인이 전임목사에 관한 교회내의 불미스러운 소문의 진위를 확인하기 위하여 이를 교회집사들에게 물어보았다면 이는 경험칙상 충분히 있을 수 있는 일로서 명예훼손의 고의없는 단순한 확인에 지나지 아니하여 사실의 적시라고 할 수 없다 할 것이므로 이 점에서 피고인에게 명예훼손의 고의 또는 미필적 고의가 있을 수 없다고 할 수밖에 없다!

## 형법 제310조의 위법성조각사유
제310조 (위법성의 조각)제307조 제1항의 행위가 진실한 사실로서 오로지 공공의 이익에 관한 때에는 처벌하지 아니한다.
형법 제310조에서 말하는 공공의 이익에는 널리 국가, 사회 기타 일반 다수인의 이익에 관한 것뿐만 아니라 특정 사회집단이나 그 구성원 전체의 관심과 이익에 관한 것도 포함되고, 행위자의 주요한 동기 내지 목적이 공공의 이익을 위한 것이라면 부수적으로 다른 개인적인 목적 또는 동기가 내포되어 있거나 그 표현에 있어서 다소 모욕적인 표현이 들어 있다 하더라도 형법 제310조의 적용을 배제할 수 없다. 나아가 공인이나 공적 기관의 공적 활동 혹은 정책에 대하여는 국민의 알 권리와 다양한 사상, 의견의 교환을 보장하는 언론의 자유의 측면에서 그에 대한 감시와 비판기능이 보장되어야 하므로 명예를 훼손당한 자가 공인인지, 그 표현이 객관적으로 국민이 알아야 할 공공성, 사회성을 갖춘 공적 관심사안에 관한 것으로 사회의 여론형성 내지 공개토론에 기여하는 것인지, 피해자가 그와 같은 명예훼손적 표현의 위험을 자초한 것인지 여부 등의 사정도 적극 고려되어야 한다. 따라서 이러한 공적 관심사안에 관하여 진실하거나 진실이라고 봄에 상당한 사실을 공표한 경우에는 그것이 악의적이거나 현저히 상당성을 잃은 공격에 해당하지 않는 한 원칙적으로 공공의 이익에 관한 것이라는 증명이 있는 것으로 보아야 한다.
- 공공의 이익에 해당한다는 점은 피고인이 증명하여야 하나, 전문법칙이 적용되지 않아, 전문증거로 입증해도 충분하다.(95도1473)
- 판례는 309조1항에는 310조의 위법성조각사유가 적용되지 않는다고 본다. 그러나 (310조의) 공공의 이익이 인정되면, 309조1항의 비방의 목적이 원칙적으로 부인된다고 보아 309조1항 은 무죄가 되며, 이 경우에는 다시 307조1항을 검토해야만 하는데, 역시 310조의 공공의 이익이 인정되어 무죄가 된다고 본다.(97도158) 즉, 309조1항에는 310조가 적용되지 않는다고 하면서도, 사실상 적용된다는 취지로 판시하고 있다.

### 위법성조각 사례
- 교장 갑이 여성기간제교사 을에게 차 접대 요구와 부당한 대우를 하였다는 인상을 주는 내용의 글을 게재한 교사 병의 명예훼손행위가 공공의 이익에 관한 것으로서 위법성이 조각된다고 한 사례[47]
- 아파트  동대표인 피고인이 자신에 대한 부정비리  의혹을 해명하기 위하여 그 의혹제기자가  명예훼손죄로 입건된  사실  등을 기재한 문서를 아파트  입주민들에게 배포한 사안에서, 문서에 기재된 내용이 대체로 객관적인 사실과 일치하고, 배포가 이루어진  상대방의  범위가  제한되며,  그  표현방법도  위  의혹제기자를 비방하는 표현이  없는 점  등  제반  사정에  비추어,  위  문서  배포행위가  오로지  공공의  이익을 위하여  진실한  사실을  적시한  경우로서  형법  제310조의  위법성조각사유에  해당한다[48]
- 노동조합  조합장이 전임 조합장의 업무처리  내용  중  근거자료가 불명확한 부분에 대하여 대자보를 작성 부착한 행위가 공공의 이익을 위한 것이고 적시된 내용을 진실이라고 믿고 그렇게 믿은 데에 상당한 이유가 있다 하여 위법성이 조각된다.[49]

## 특별 구성요건

### 사자의 명예훼손
제308조 (사자의 명예훼손)공연히 허위의 사실을 적시하여 사자의 명예를 훼손한 자는 2년 이하의 징역이나 금고 또는 500만원 이하의 벌금에 처한다.

### 출판물 등에 의한 명예훼손
제309조 (출판물등에 의한 명예훼손)
제1항사람을 비방할 목적으로 신문, 잡지 또는 라디오 기타 출판물에 의하여 제307조 제1항의 죄를 범한 자는 3년 이하의 징역이나 금고 또는 700만원 이하의 벌금에 처한다.
제2항제1항의 방법으로 제307조 제2항의 죄를 범한 자는 7년 이하의 징역, 10년 이하의 자격정지 또는 1천500만원 이하의 벌금에 처한다.

### 정통망법상의 명예훼손
제70조 (벌칙)
제1항사람을 비방할 목적으로 정보통신망을 통하여 공공연하게 사실을 드러내어 다른 사람의 명예를 훼손한 자는 3년 이하의 징역이나 금고 또는 2천만원 이하의 벌금에 처한다.
제2항사람을 비방할 목적으로 정보통신망을 통하여 공공연하게 거짓의 사실을 드러내어 다른 사람의 명예를 훼손한 자는 7년 이하의 징역, 10년 이하의 자격정지 또는 5천만원 이하의 벌금에 처한다.
제3항제1항과 제2항의 죄는 피해자가 구체적으로 밝힌 의사에 반하여 공소를 제기할 수 없다.
[전문개정 2008.6.13]

## 모욕죄와의 구분
- 어떠한  표현행위가 명예훼손과  관련하여 문제가 되는 경우 그 표현이 사실을 적시하는 것인가, 아니면 단순히 의견 또는 논평을 표명하는 것인가, 또는 의견 또는 논평을 표명하는 것이라면 그와 동시에 묵시적으로라도 그 전제가 되는 사실을 적시하고 있는 것인가 그렇지 아니한가의 구별은, 당해 표현의 객관적인 내용과 아울러 일반의 독자가 보통의 주의로 표현을 접하는 방법을 전제로 표현에 사용된 어휘의 통상적인 의미, 표현의 전체적인 흐름, 문구의 연결 방법 등을 기준으로 판단하여야 하고,  여기에다가 당해 표현이 게재된 보다  넓은  문맥이나  배경이  되는 사회적 흐름 등도 함께 고려하여야 한다.[50]

### 내용주
1. ↑  그리스, 뉴질랜드, 독일, 러시아, 미국, 벨기에, 스웨덴, 스페인, 슬로바키아, 아이슬란드, 영국, 이탈리아(민사), 체코, 포르투갈, 프랑스, 호주
2. ↑  노르웨이, 네덜란드, 덴마크, 브라질, 스위스, 이스라엘, 이탈리아(형사), 인도, 일본, 캐나다, 핀란드, 헝가리

### 참조주
1. ↑  김일수 (2003년 1월 15일). 《형법각론》 제5판. 서울: 박영사. 405쪽.
2. ↑  정성근, 247쪽
3. ↑  대법원 1982.11.9. 선고 82도1256 판결 "명예훼손죄가 성립하려면 반드시 사람의 성명을 명시하여 허위의 사실을 적시하여야만 하는 것은 아니므로 사람의 성명을 명시한 바 없는 허위사실의 적시행위도 그 표현의 내용을 주위사정과 종합판단하여 그것이 어느 특정인을 지목하는 것인가를 알아차릴 수 있는 경우에는 그 특정인에 대한 명예훼손죄를 구성한다."
4. ↑  대법원 99도5407, 2000.10.10, 판결, "명예훼손죄는 어떤 특정한 사람 또는 인격을 보유하는 단체에 대하여 그 명예를 훼손함으로써 성립하는 것이므로 그 피해자는 특정한 것임을 요하고, 다만 서울시민 또는 경기도민이라 함과 같은 막연한 표시에 의해서는 명예훼손죄를 구성하지 아니한다 할 것이지만, 집합적 명사를 쓴 경우에도 그것에 의하여 그 범위에 속하는 특정인을 가리키는 것이 명백하면, 이를 각자의 명예를 훼손하는 행위라고 볼 수 있다."
5. 1 2 3  대법원 2003. 5. 13. 선고 2002도7420 판결
6. ↑  http://www2.ohchr.org/english/bodies/hrc/docs/gc34.pdf
7. ↑  박경신(2010), 진실적시에 의한 명예훼손 처벌제도의 위헌성 《세계헌법연구》 제16권 4호 35-70쪽. 국제헌법학회 한국학회
8. ↑  대법원 2009.9.24. 선고 2009도6687 판결
9. ↑  대법원 2008.11.27. 선고 2008도6728 판결
10. ↑  대법원 2007. 10. 26. 선고 2006도5924 판결
11. ↑  대법원 2007. 10. 25. 선고  2007도5077 판결
12. ↑  대법원 1994.4.12. 선고 93도3535 판결
13. ↑  대법원 1987. 5. 12. 선고 87도739 판결
14. ↑  대법원 1983.10.11. 선고 83도2222 판결
15. ↑  대법원 2000. 5. 12. 선고 99도5734 판결
16. ↑  대법원 1993. 3. 23. 선고 92도455 판결
17. ↑  대법원 1984.2.28. 선고 83도891 판결 "명예훼손죄에 있어서 공연성은 불특정 또는 다수인이 인식할 수 있는 상태를 의미하므로, 비록 개별적으로 한 사람에 대하여 사실을 유포하더라도 이로부터 불특정 또는 다수인에게 전파될 가능성이 있다면 공연성의 요건을 충족한다 할 것이지만 이와 달리 전파될 가능성이 없다면 특정한 한 사람에 대한 사실의 유포는 공연성을 결한다 할 것이다."
18. ↑  대법원 2008. 2. 14. 선고 2007도8155 판결
19. ↑  이재상, 《형법각론》(제8판, 2012) 박영사, 187쪽. “따라서 특정한 한 사람에 대한 사실의 적시는 비밀이 보장되거나 전파될 가능성이 없는 특수한 경우에만 공연성이 부정되는 결과가 된다.”
20. 1 2  대법원 2010.11.11. 선고 2010도8265 판결
21. ↑  대판 2008.11.27. 2007도5312
22. ↑  대판 2008.2.14, 2007도8155
23. ↑  대판 2001.10.9, 2001도3594
24. ↑  대판 1991.6.25, 91도347
25. ↑  대판 2011.9.8, 2010도7497
26. ↑  대판 2011.9.2, 2010도17237
27. ↑  대법원 2008. 10. 9. 선고 2007도1220 판결
28. ↑  대판 2003.5.13, 2002도7420
29. ↑  대법원 1982.2.9. 선고 81도2152 판결
30. ↑  대법원 1983.10.25. 선고 83도2190 판결
31. ↑  대법원 2005.12.9. 선고 2004도2880 판결
32. ↑  대법원 2000. 5. 16. 선고 99도5622
33. ↑  대법원2020. 5. 28.선고2019도12750판결
34. ↑  대법원 2007. 10. 25.선고 2006도346 판결
35. ↑  대법원 2021. 3. 25.선고 2017도17643 판결
36. ↑  대판 2008.2.14, 2007도8155 ; 비공개 대
화방 사건
37. ↑  대판 1991.6.25, 91도347
38. ↑  대판 2011.9.8, 2010도7497 ; 원래 정신병이 있었다고 하더라 사건
39. ↑  대판 2011.9.2, 2010도17237
40. ↑  안경옥(安慶玉), 〈명예훼손죄의 '공연성' 해석의 재검토〉, 《법조(法曹)》(2004.8. vol 575) 81쪽 이하.
41. ↑  2006도6322
42. ↑  2005다58823
43. ↑  96다36395
44. ↑  97헌마265
45. ↑  대법원 1985.5.28. 선고 85도588 판결
46. ↑  대법원 2007.1.26. 선고 2004도1632 판결
47. ↑  대법원 2008. 7. 10. 선고 2007도9885 판결
48. ↑  대법원 2005. 7. 15. 선고 2004도1388 판결
49. ↑  대법원 1993. 6. 22. 선고 92도3160 판결
50. ↑  대법원 2007. 7. 13. 선고 2006도6322 판결

### 참고자료
- “형법 제307조와 관련한 판례들”. 《대법원》.
- “형법 제310조와 관련한 판례들”. 《대법원》.

## 같이 보기
- 명예훼손
- 모욕죄
- 법정모독죄
- 사자명예훼손죄
- 허위사실유포